# 11852 Шумен
11852 Шумен е астероид от основния пояс.
Открит е на 10 септември 1988 г. от проф. Владимир Шкодров и ст.н.с. Виолета Иванова в Роженската обсерватория. При откриването си получава временното обозначение 1988 RD. 2 години по-късно е бил преоткрит и му е дадено обозначение 1990 FG2, но след това е установено, че е идентичен с този от 1988 г. и новото обозначение престава да се употребява.
През 2003 г. Международният астрономически съюз признава откритието и на обекта е дадено името 11852 Shoumen, заради заслугите на Шуменския университет в развитието на обучението по астрономия, а и в знак на признателност към проф. Шкодров, който заема ректорската длъжност в университета в периода 1991 – 1994 гг. При откриването на академичната година през септември 2003 г. проф. Шкодров официално връчва на представители на Община Шумен плакат с името на обекта.
На практика астероидът не е бил обект на специални изследвания. Известни са само някои от орбиталните му характеристики. Той обикаля около Слънцето за 3 г. 248 дни и 9 часа. Орбитата му лежи между тези на Марс и Юпитер и най-голямото му сближаване със Земята е на ок. 124,4 млн. km. Ексцентрицитетът му е сравнително голям – 0,23 (средният е 0,17) и поради това видимата звездна величина на обекта при максимално сближаване е +14,0, а при най-голямо отдалечаване е +18,7. През 2009 г. най-доброто време за наблюдение е около 30 април, но тогава неговата яркост е едва +17,11 зв. величина, което го прави недостъпен за любителите (необходим е 1,5-метров телескоп). По-ярък е през септември 2010 г., когато достига +14,62 зв. величина.
Физическите характеристики на астероида остават неизучени. Предвид ниската му яркост може да се предположи, че е малък обект, с максимален размер не повече от 1 km и сигурно е с неправилна форма. Температурата на повърхността му вероятно е от порядъка на -110°С.
Необходими са по-подробни изследвания на този и на другите астероиди, открити от български астрономи.